# 伊朗地區
伊朗在歷史上曾以多種不同的方式劃分為數個地區。2014年6月22日，伊朗的31個省份被劃分為五個地區（波斯語：‎ ，單數為‎ ），每個地區都有一個常設秘書處。該分區方式考量了各省的地理位置和相似性。地區並非正式的行政區劃，純粹是為了方便政府管理而存在。

## 列表
|      |                |            |                                                                                           |            |            |  |  |
| 地區 | 地區           | 秘書處位置 | 省份                                                                                      | 人口       | 面積 (km2) |  |  |
|      | 地區 1 ۱ منطقه | 德黑蘭     | 厄尔布尔士省 戈勒斯坦省 馬贊德蘭省 加茲溫省 庫姆省 塞姆南省 德黑蘭省                      | 23,343,033 | 193,109    |  |  |
|      | 地區 2 ۲ منطقه | 伊斯法罕   | 布什爾省 恰哈馬哈勒－巴赫蒂亞里省 法爾斯省 荷姆茲甘省 伊斯法罕省 科吉盧耶－博韋艾哈邁德省 | 12,973,089 | 354,885    |  |  |
|      | 地區 3 ۳ منطقه | 大不里士   | 阿爾達比勒省 東亞塞拜然省 吉蘭省 庫德斯坦省 西亞塞拜然省 贊詹省                           | 12,782,820 | 165,839    |  |  |
|      | 地區 4 ۴ منطقه | 克爾曼沙赫 | 哈馬丹省 伊拉姆省 克爾曼沙汗省 胡齊斯坦省 洛雷斯坦省 中央省                               | 11,739,552 | 185,978    |  |  |
|      | 地區 5 ۵ منطقه | 馬什哈德   | 克爾曼省 北呼羅珊省 禮薩呼羅珊省 錫斯坦和俾路支斯坦省 南呼羅珊省 亞茲德省                 | 13,145,227 | 734,576    |  |  |